# Alexander Bannink
Alexander Bannink (Oldenzaal, 20 februari 1990) is een Nederlands betaald voetballer die bij voorkeur als middenvelder speelt.

## Carrière

### Jeugd
Bannink maakte in 2005 de overstap van zijn amateurvereniging Quick '20 naar de jeugdopleiding van FC Twente. In seizoen 2007/08 speelde Bannink in de A1 van de academie. In dat jaar won hij aan het begin van het seizoen de Super Cup voor A-junioren en aan het eind de Otten Cup. Ook het jaar erop speelde Bannink in de A1 en was dat seizoen aanvoerder van het elftal. Aan het eind van het seizoen tekende hij een contract bij FC Twente.

### FC Twente
In de zomer van 2009 maakte hij de overstap naar Jong FC Twente. Tevens maakte hij het begin van de voorbereiding mee met het eerste elftal. In het bekerduel tegen SC Joure maakte Bannink zijn debuut in het eerste elftal. In de tweede helft kwam hij het veld in voor Douglas.
Per seizoen 2010/11 maakt Bannink deel uit van de eerste selectie. Hij tekende tevens een nieuw vierjarig contract bij de club. In de strijd in om de Johan Cruijff Schaal kreeg hij direct speeltijd en niet veel later maakte hij ook zijn competitiedebuut voor de club in de derde speelronde tegen Vitesse. Twente besloot echter dat het beter voor zijn ontwikkeling was om verhuurd te worden. Daarop werd Bannink voor één seizoen verhuurd aan Heracles Almelo.

### Verhuur aan Heracles Almelo
Bannink maakte zijn debuut voor Heracles op 19 september 2010 in de Twentse derby tegen FC Twente, waar hij op dat moment nog onder contract staat. Uiteindelijk speelde hij maar vijf duels voor de Almeloërs en keerde hij in de winterstop vervroegd terug naar de Enschedese club.

### Verhuur aan FC Zwolle
In de zomerstop in 2011 werd Bannink opnieuw verhuurd. FC Zwolle neemt hem voor één jaar over met een optie tot koop. Met FC Zwolle werd hij kampioen van de Eerste Divisie, echter besloten de Overijsselaars de optie niet te lichten en keerde hij terug bij FC Twente.

### FC Emmen
Na een jaar bij Zwolle tekende hij een tweejarig contract bij FC Emmen, hoewel hij nog een doorlopend contract had liet FC Twente hem transfervrij vertrekken. In zijn debuutseizoen bij FC Emmen liep hij de ziekte van Pfeiffer op waardoor hij een groot aantal wedstrijd heeft moeten missen. In de seizoenen daarop speelde hij veelvuldig en scoorde ook diverse keren.

### De Graafschap
In 2015 maakte Bannink transfervrij de overstap naar De Graafschap, dat net via de nacompetitie was gepromoveerd naar de Eredivisie. Hier tekende hij tot medio 2017.

### Go Ahead Eagles, HSC '21 en FC Gütersloh
In het seizoen 2019/20 speelde Bannink voor Go Ahead Eagles in de Eerste divisie. Medio 2020 ging hij naar HSC '21 in de Derde divisie zondag, maar dit seizoen werd in oktober 2020 gestaakt vanwege COVID-19. Medio 2021 ging Bannink naar het Duitse FC Gütersloh dat uitkomt in de Oberliga Westfalen.

## Clubstatistieken
| Seizoen         | Club              | Competitie      | Competitie | Competitie | Beker | Beker | Internationaal | Internationaal | Overig | Overig | Totaal | Totaal |
| Seizoen         | Club              | Competitie      | Wed.       | Dlp.       | Wed.  | Dlp.  | Wed.           | Dlp.           | Wed.   | Dlp.   | Wed.   | Dlp.   |
| --------------- | ----------------- | --------------- | ---------- | ---------- | ----- | ----- | -------------- | -------------- | ------ | ------ | ------ | ------ |
| 2009/10         | FC Twente         | Eredivisie      | 0          | 0          | 2     | 0     | —              | —              | —      | —      | 2      | 0      |
| 2010/11         | FC Twente         | Eredivisie      | 2          | 0          | 0     | 0     | —              | —              | 1      | 0      | 3      | 0      |
| 2010/11         | → Heracles Almelo | Eredivisie      | 4          | 0          | 1     | 0     | —              | —              | —      | —      | 5      | 0      |
| 2010/11         | FC Twente         | Eredivisie      | 0          | 0          | 0     | 0     | 1              | 0              | —      | —      | 1      | 0      |
| 2011/12         | → FC Zwolle       | Eerste divisie  | 18         | 3          | 1     | 0     | —              | —              | —      | —      | 19     | 3      |
| 2012/13         | FC Emmen          | Eerste divisie  | 13         | 1          | 2     | 0     | —              | —              | —      | —      | 15     | 1      |
| 2013/14         | FC Emmen          | Eerste divisie  | 37         | 13         | 2     | 1     | —              | —              | —      | —      | 39     | 14     |
| 2014/15         | FC Emmen          | Eerste divisie  | 31         | 13         | 1     | 1     | —              | —              | 1      | 0      | 33     | 14     |
| 2015/16         | De Graafschap     | Eredivisie      | 12         | 1          | 1     | 0     | —              | —              | 2      | 0      | 15     | 1      |
| 2016/17         | De Graafschap     | Eerste divisie  | 17         | 2          | 1     | 0     | —              | —              | —      | —      | 18     | 2      |
| 2016/17         | → FC Emmen        | Eerste divisie  | 16         | 3          | 0     | 0     | —              | —              | 4      | 2      | 20     | 5      |
| 2017/18         | FC Emmen          | Eerste divisie  | 36         | 10         | 1     | 1     | —              | —              | 4      | 2      | 41     | 13     |
| 2018/19         | FC Emmen          | Eredivisie      | 24         | 4          | 0     | 0     | —              | —              | —      | —      | 24     | 4      |
| 2019/20         | Go Ahead Eagles   | Eerste divisie  | 19         | 2          | 3     | 0     | —              | —              | —      | —      | 22     | 2      |
| Carrière totaal | Carrière totaal   | Carrière totaal | 229        | 52         | 15    | 3     | 1              | 0              | 12     | 4      | 257    | 59     |

Bijgewerkt op 30 april 2020

## Erelijst
FC Twente
| Competitie           | Aantal | Jaren |
| -------------------- | ------ | ----- |
| Johan Cruijff Schaal | 1×     | 2010  |

PEC Zwolle
| Nationaal               |    |         |
| Kampioen Eerste divisie | 1× | 2011/12 |

FC Emmen
| Nationaal                        |    |         |
| Promotie Eredivisie na play-offs | 1x | 2017/18 |

## Interlandloopbaan
Bannink speelde in 2010 in een oefenduel van het Nederlands beloften elftal tegen Slovenië. Ook kwam hij in 2009 in actie in een officieus duel van het beloftenteam tegen Bayern München.